# Hard Hearted Hannah
Hard Hearted Hannah  (The Vamp of Savannah) ist ein Lied, das Milton Ager (Musik) sowie Jack Yellen, Bob Bigelow und Charles Bates (Text) verfassten und 1924 veröffentlichten.

## Hintergrund
Hard Hearted Hannah gehörte zu den zahlreichen amerikanischen Songs, die den Süden der USA verherrlichten, beginnend mit Stephen Fosters Old Folks at Home von 1851. Das Songwriter-Team Ager-Yellen hatte zuvor bereits in diesem Stils Songs wie Are You From Dixie, Lovin’ Sam (The Sheik of Alabam), Alabama Jubilee und That's Where the South Begins  geschrieben. Einige Jahre später überarbeiteten sie einen Song von Bob Bigelow und Charley Bates, das endgültige Lied mit Blues-Charakter erzählt eine humoristische Geschichte von einem Vamp of Savannah, der Loves to see men suffer. Die in dem Lied porträtierte Frau wird mit Attributen der Unabhängigkeit, Trotz und sexueller Gier beschrieben.

## Erste Aufnahmen und spätere Coverversionen
Zu weiteren Musikern, die den Song ab 1924 coverten, gehörten Cliff Edwards (Perfect 12133), Lucille Hegamin (Lincoln 1172), Margaret Young (Brunswick 2852), Ernest Hare (Okeh 40127), Belle Baker (Victor 19436), die American Duettists Layton & Johnstone (Columbia 3511), Fletcher Henderson (Regal 9681), Vernon Dalhart (Edison), The Little Ramblers (Columbia 203), Five Birmingham Babies (alias California Ramblers, Perfect 14311), Leslie Jeffries Orchestra (Aco, mit Frank Guarente), Rosa Henderson, Paul Whiteman und Pete Wendling (Piano Roll).
Der Diskograf Tom Lord listet im Bereich des Jazz insgesamt 129 (Stand 2015) Coverversionen, u. a. von Patti Austin, Gustav Brom, Ray Charles, Ella Fitzgerald, Fatty George, Shirley Horn, Pee Wee Hunt, Ray McKinley, Turk Murphy, Irene Reid, Kay Starr, The Temperance Seven und Alex Welsh. Auch Jim Croce, Bobby Darin (1964) und Nancy Sinatra (1967) coverten den Song. Ella Fitzgerald stellte ihn mit Ray Anthony im Spielfilm Pete Kelly’s Blues (1955) vor.